# Wolfram Stronk
Wolfram Stronk (* 17. November 1919 in Oppeln, Oberschlesien; † 10. April 2003 in Unterschleißheim) war ein deutscher Offizier der Wehrmacht, zuletzt hochdekorierter und mehrfach verwundeter Hauptmann der Luftwaffe und Ritterkreuzträger des Zweiten Weltkrieges sowie Unternehmer und Kommunalpolitiker in der Nachkriegszeit.

## Leben

### Nachkriegszeit
Stronk wurde nach Krieg und Kriegsgefangenschaft Kaufmann für Speiseöle und Fette. 1946 ließ er sich gemeinsam mit seiner Gattin in Unterschleißheim nieder. Dort gründete er 1954 die Freie Wahlgemeinschaft. Die Gruppierung schloss sich 1972 mit dem Bürgerverein zur Freien Bürgerschaft zusammen und Stronk blieb bis 1991 Vorsitzender.
Er gehörte bis zur Niederlegung seines Mandats im Mai 1992 30 Jahre dem Gemeinderat von Unterschleißheim an, darunter lange Jahre als einziger Parteifreier. Von 1972 bis 1978 war er 2. Bürgermeister und von 1979 bis 1990 3. Bürgermeister. Als Bürgermeister Hans Bayer (SPD) schwer erkrankte, übernahm Stronk kommissarisch die Leitung des Rathauses und führte nach dem Tod Bayers die Geschäfte bis zur Ernennung von Bürgermeister Rolf Zeitler (CSU) weiter.
Er war Gründungsmitglied des örtlichen Männergesangvereins und des Schachclubs. Außerdem gilt er als geistiger Vater der Partnerschaften mit der französischen Gemeinde Le Crès und der thüringischen Stadt Lucka.

## Auszeichnungen und Ehrungen
- Medaille zur Erinnerung an den 1. Oktober 1938
- Deutsches Schutzwall-Ehrenzeichen
- Eisernes Kreuz (1939), 2. und 1. Klasse
  - 2. Klasse im Juni 1940
  - 1. Klasse im August 1941
- Verwundetenabzeichen (1939) in Schwarz und Silber (ggf. Gold)
- Deutsches Kreuz in Gold am 10. Januar 1944 als Oberleutnant und Flakkampftruppführer in der 6. Kompanie/Fallschirm-Panzer-Regiment „Hermann Göring“
- Ritterkreuz des Eisernen Kreuzes am 18. Oktober 1944 als Hauptmann und Chef der 6. Kompanie/Fallschirm-Panzer-Regiment „Hermann Göring“/Fallschirm-Panzer-Division 1 „Hermann Göring“
- 1982: Kommunale Verdiensturkunde des Bayerischen Innenministeriums
- 1987: Silberne Bürgermedaille der Gemeinde Unterschleißheim
- 1989: Goldene Bürgermedaille der Gemeinde Unterschleißheim
- 1991: Verdienstkreuz am Bande der Bundesrepublik Deutschland
- Ehrenvorsitzender der Freien Bürgerschaft Unterschleißheim
- 2013: Benennung einer Straße in Unterschleißheim nach ihm